# 黄月亭旧居
黄月亭旧居，位于上海市浦东新区高东镇盐仓村徐家桥（今月亭公园内），建于1919年，建造者与居住者黄月亭是浦东近代韩国华侨，曾凭借精湛的木工手艺修建韩国皇家建筑观文阁，在韩47年后回国建此房屋。建筑主体是一正两厢、两进，绞圈式三合院，白墙黛瓦，正门上书“長樂永康”四字，山墙采用观音兜造型，屋脊上为江南传统形象“孵脊鸡”（意为“窝在屋脊上的鸡”），是浦东地区的传统民居样式。
2009年5月11日，列入浦东新区登记不可移动文物名录。2017年1月，列为浦东新区文物保护点。2025年1月1日，随月亭公园一同开放。现内部展览黄月亭的生平以及传统木工的相关工具，并设有互动区域。